# Engelsberg
Željezara Engelsberg (švedski: Engelsbergs bruk) je željezara na obali jezera Åmänningen, pored mjesta Ängelsberg u općini Fagersta, 10 km od grada Fagersta, županija Västmanland, središnja Švedska.
Željezaru je izgradio Per Larsson Gyllenhöök (1645. – 1706.) 1681. godine u blizini rudnika željeza koji je postojao od 15. stoljeća, te ju je sa svojim sinom Andersom Gyllenbergom Höökom (1674. – 1757.) razvio u jednu od najmodernijih željezara u 18. stoljeću. Ranih 1700-ih tu se izgradila upravna zgrada, tri spavaonice i tri velika čekića koje je pokretala vodenica. Ovi objekti su danas jedini nedirnuti industrijski objekti iz 18. stoljeća u Švedskoj, pa čak su i osposobljeni za rad. Zbog toga je 1993. godine upisana na UNESCO-ov popis mjesta svjetske baštine u Europi.
Od 1728. do 1916. godine Engelberg je pripadao obitelji Söderhielm koja ga je prodala obitelji Timm koja je njime cijelo 19. stoljeća upravljala kao obiteljskim posjedom. Engelsberg je tada bila jedna od najvažnijih željezara u svijetu koja je proizvodila željezo po kojemu je Švedska postala popularna i zbog čega je postala najveći proizvođač željeza u svijetu. Generalkonzul Axel Ax: son Johnson ga je 1916. godine uključio u koncern Avesta Jernverks, te je i danas u posjedu ove obitelji koja ga je 1970-ih obnovila uz pomoć Odbora za nacionalnu baštinu.

## Vanjske poveznice
- Riksantikvarieämbetet opis željezare (šved.)
- Ekomuseum Bergslagen description (šved.)